# فندق الأسرار
فندق الأسرار (بالإسبانية: El hotel de los secretos) مسلسل دراما مكسيكي. مبني على قصة المسلسل الإسباني «الفندق الكبير»، من إعداد رامون كامبوس، جيما أر. نييرا وكارلوس سيديس. عرض على قناة النجوم «إحدى قنوات تيلفيزا» في 25 يناير، 2016.

## الممثلين والشخصيات

### شخصيات رئيسية
- إيرين أزويلا بدور إيزابيل[3][4][5]
- إيريك إيلياس بدور خوليو
- دانييلا رومو بدور أنخيل غوميز
- دانيا براتشو تيريزا دي ألكارون

## البثّ
عرض المسلسل من 25 يناير، 2016 حتى 20 مايو، 2016 على قناة «يونيفزيون». وعرض في المكسيك على قناة النجوم في 11 أبريل، 2016.

## وصلات خارجية
- فندق الأسرار على موقع IMDb (الإنجليزية)
- فندق الأسرار على موقع كينوبويسك (الروسية)
- فندق الأسرار على موقع قاعدة بيانات الفيلم (الإنجليزية)